# 쿠르찰로이

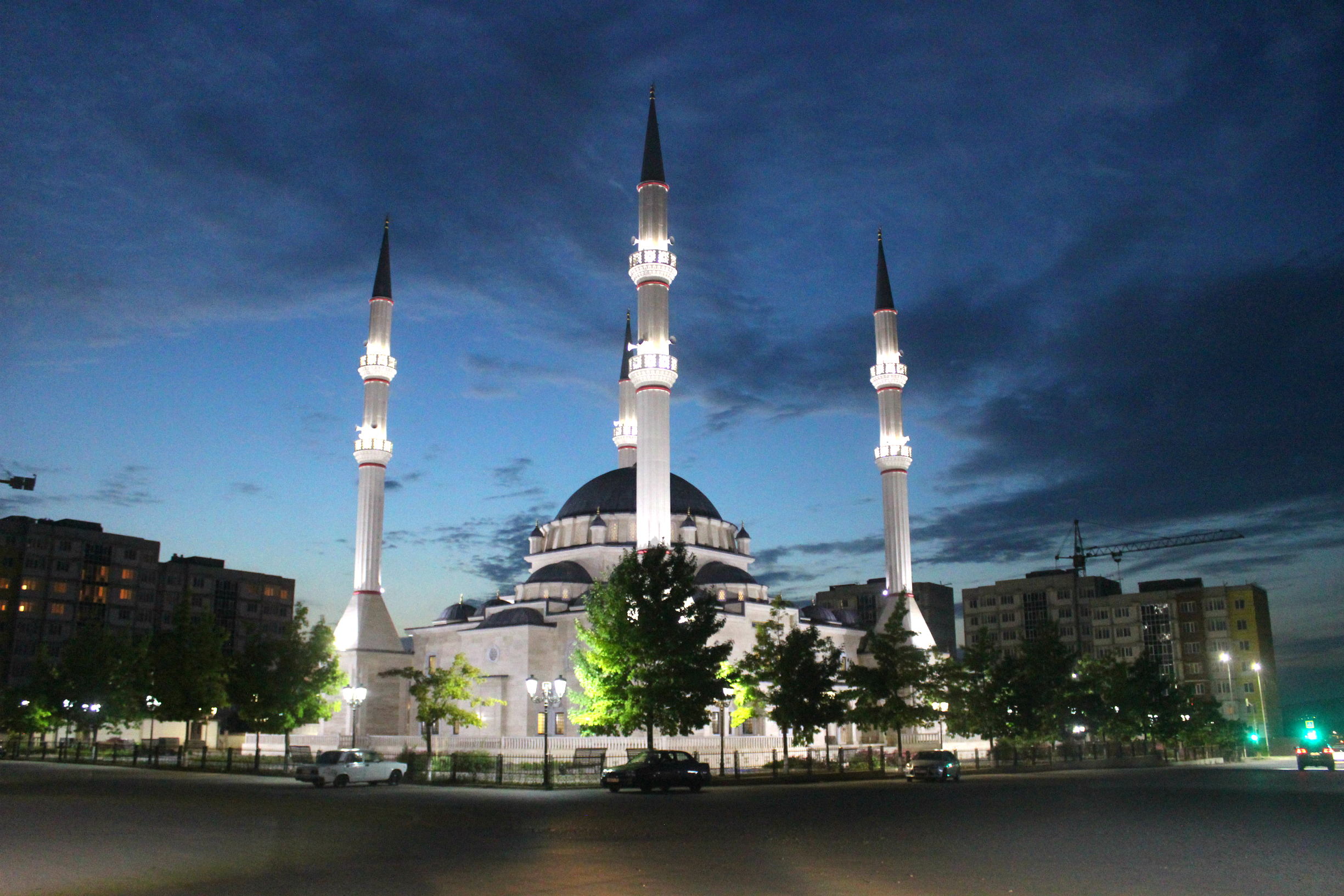

쿠르찰로이(러시아어: Курчалой, 체첸어: Курчалой-ГӀала)는 러시아 체첸 공화국의 도시로, 쿠르찰로옙스키군의 행정 중심지이다. 인구는 2010년 조사 기준 22,723명.